# Kosmos 1348
O Kosmos 1348 (em russo: Космос 1348, significado Cosmos 1348) foi um satélite soviético de sistema de alerta anti-mísseis intercontinentais. Foi desenvolvido como parte do programa Oko de satélites artificiais. O satélite foi projetado para identificar lançamentos de mísseis usando telescópios ópticos e sensores infravermelhos.
O Kosmos 1348 foi lançado em 07 de abril de 1982 do Cosmódromo de Plesetsk, União Soviética (atualmente na Rússia), através de um foguete Molniya-M. O lançamento foi bem sucedido, colocando o satélite em uma órbita Molniya, assim como muitos dos satélites Kosmos pertencentes ao programa Oko.